# His 12 Greatest Hits
His 12 Greatest Hits es un álbum recopilatorio del cantante estadounidense Neil Diamond. Fue publicado en abril de 1974 a través del sello discográfico MCA Records.

## Recepción de la crítica
Un escritor no especificado de la revista Billboard escribió: “Diamond es una de las superestrellas de la actualidad y este conjunto ofrece lo que bien podría ser lo mejor que ha creado hasta ahora en su carrera. El LP incluye material de muchos de sus mejores álbumes de MCA y rastrea su desarrollo hasta convertirse en la estrella que es hoy, como cantante y compositor”.

## Lista de canciones
Todas las canciones escritas y compuestas por Neil Diamond. 
| Lado uno |                                            |                                                |          |  |
| N.º      | Título                                     | Lanzamiento original                           | Duración |  |
| 1.       | «Sweet Caroline»                           | Hot August Night, 1972                         | 4:15     |  |
| 2.       | «Brother Love's Travelling Salvation Show» | Brother Love's Travelling Salvation Show, 1969 | 3:26     |  |
| 3.       | «Shilo»                                    | Velvet Gloves and Spit, 1970                   | 2:59     |  |
| 4.       | «Holly Holy»                               | Hot August Night, 1972                         | 5:40     |  |
| 5.       | «Brooklyn Roads»                           | Velvet Gloves and Spit, 1970                   | 3:39     |  |
| 6.       | «Cracklin' Rosie»                          | Tap Root Manuscript, 1970                      | 3:00     |  |

| Lado dos |                  |                           |          |  |
| N.º      | Título           | Lanzamiento original      | Duración |  |
| 1.       | «Play Me»        | Moods, 1972               | 3:49     |  |
| 2.       | «Done Too Soon»  | Tap Root Manuscript, 1970 | 2:45     |  |
| 3.       | «Stones»         | Stones, 1971              | 3:03     |  |
| 4.       | «Song Sung Blue» | Moods, 1972               | 3:15     |  |
| 5.       | «Soolaimon»      | Tap Root Manuscript, 1970 | 4:33     |  |
| 6.       | «I Am... I Said» | Stones, 1971              | 3:32     |  |

## Posicionamiento
| Gráfica (1974–76)                          | Pico de posición |
| ------------------------------------------ | ---------------- |
| Alemania (Offizielle Top 100)              | 50               |
| Australia (Kent Music Report)              | 32               |
| Canadá (RPM Top Albums)                    | 25               |
| Estados Unidos (Billboard Top LP's & Tape) | 29               |
| Nueva Zelanda (Recorded Music NZ)          | 30               |
| Reino Unido (UK Albums Chart)              | 11               |

| Gráfica (1989)               | Pico de posición |
| ---------------------------- | ---------------- |
| Países Bajos (Album Top 100) | 11               |

## Certificaciones y ventas
| País                  | Certificación | Ventas    |
| --------------------- | ------------- | --------- |
| Estados Unidos (RIAA) | 4× Platino    | 4 000 000 |
| Reino Unido (BPI)     | Oro           | 100 000   |